# Hapalomys longicaudatus
Hapalomys longicaudatus је врста глодара из породице мишева (Muridae).

## Распрострањење
Врста има станиште у Малезији. Могуће је да је изумрла у Тајланду и Бурми.

## Станиште
Станишта врсте су шуме и бамбусове шуме.

## Угроженост
Ова врста се сматра угроженом.